# Inambarimuggenvanger
De inambarimuggenvanger (Polioptila attenboroughi) is een zangvogel uit de familie Polioptilidae (muggenvangers). Het is een onopvallende grijze vogel die voorkomt in het Amazonebekken.

## Taxonomie
Onderzoek in 2008 en 2009 in het westelijke Amazonegebied van Brazilië dicht bij de grens met Peru wees uit dat daar mogelijk een nieuw soort muggenvanger voorkwam. Er werden geluidsopnamen gemaakt en er werd DNA-onderzoek gedaan aan gevangen individuen. De resultaten van dit onderzoek werden in 2013 gepubliceerd in een speciaal deel van het Handbook of the Birds of the World. De wetenschappelijke naam is een eerbetoon aan David Attenborough met wie de eerste auteur Andre Whittaker ooit samenwerkte. Het taxon wordt ook wel opgevat als een ondersoort van de guyanamuggenvanger (P. guianensis). 

## Kenmerken
De vogel is 10 tot 11 cm lang en lijkt sterk op de guyanamuggenvanger. Deze soort is donkerder grijs van boven. De kop en borst zijn ook grijs maar lichter. De buitenste staartpennen zijn wit net als de buik.

## Verspreiding en leefgebied
Deze soort is endemisch in Brazilië en komt voor in regenwoud op zandgronden en sterk verweerde klei en heuvelland tot 300 meter boven zeeniveau.